# Malcatop
Malcatop es una pequeña isla situada en el mar de Joló. Forma parte del Archipiélago Cuyo, un grupo de cerca de 45 islas situadas al noreste de la isla  de Paragua, al sur de Mindoro y Panay.
Malcatop depende administrativamente de Caponayán,  uno de los 17 barrios que forman el municipio de Cuyo perteneciente a la provincia de Paragua en Filipinas.
Este barrio comprende también las islas de Pangatatán,  de Silat, de Quinimatín y de Quinimatín Chico.

## Geografía
Esta isla, una de las más meridionales del archipiélago,  se encuentra situada 15 km al suroeste de Bisucay y 2 km al sur de la isla de Caponayán. La isla más cercana es la de Pangatatán, 1 km al norte. 
La zona horaria  es UTC/GMT+8.